# Amphiura bihamula
Amphiura bihamula är en ormstjärneart som beskrevs av Hubert Lyman Clark 1902. Amphiura bihamula ingår i släktet Amphiura och familjen trådormstjärnor. Inga underarter finns listade i Catalogue of Life.